# Missile Defense Alarm System
Pour les articles homonymes, voir Midas (homonymie).

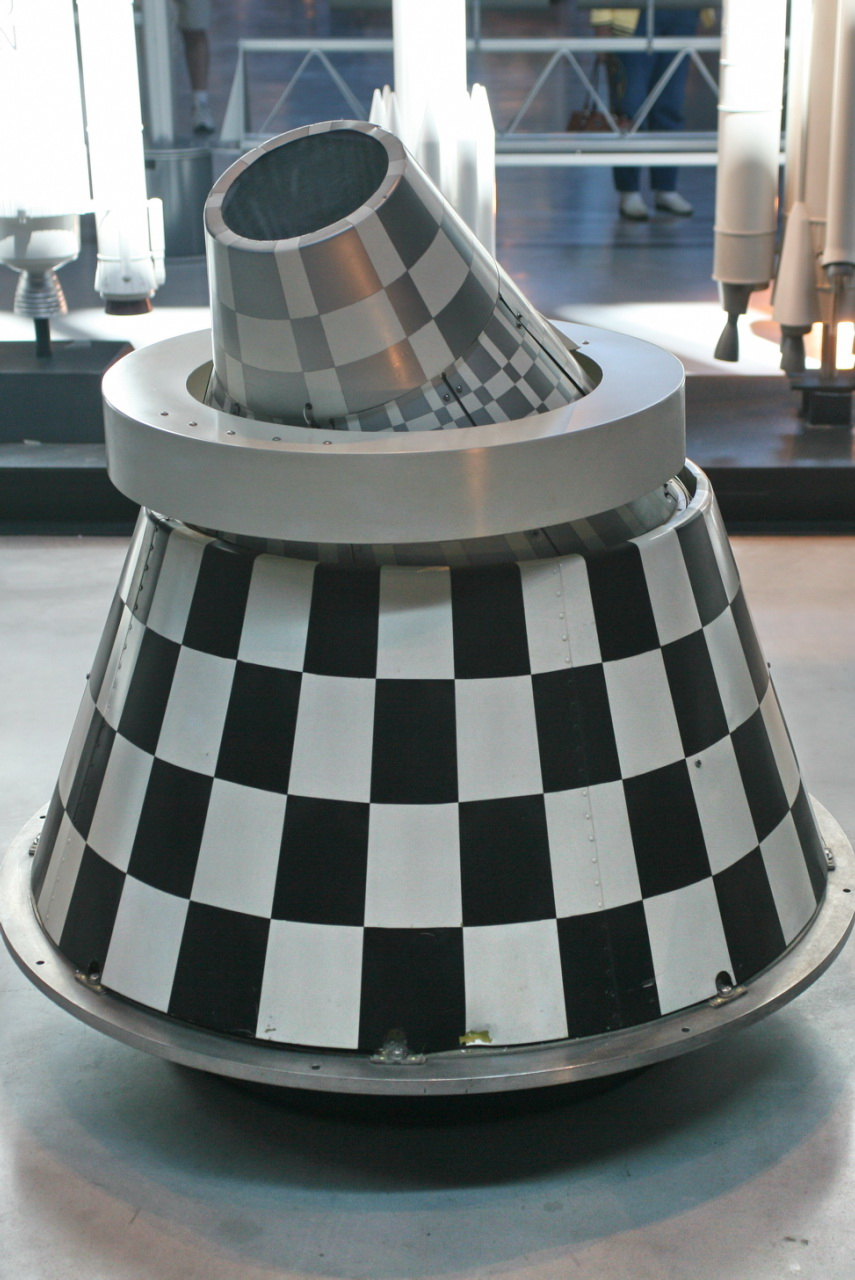
Capteur infrarouge de la série III (composant non lancé).

MIDAS (acronyme de Missile Defense Alarm System) est une série de 12 satellites d'alerte précoce militaires américains destinés à détecter les lancements de missiles balistiques soviétiques et lancés entre 1960 et 1966. Les MIDAS constituent le premier système d'alerte précoce basé dans l'espace. Initialement ce programme devait constituer un système d'alerte opérationnel venant compléter le réseau BMEWS de radars terrestres. Du fait de son coût et des problèmes de fiabilité rencontrés, le programme n'est jamais entré dans une phase véritablement opérationnelle et a servi essentiellement à mettre au point ce type de satellite. Trois des 12 satellites n'ont pas pu être placés en orbite par suite de l'échec de leur lancement. Les satellites DSP ont pris le relais au début des années 1970. La série de satellites MIDAS appartient la première génération de satellites militaires américains qui comprend également les satellites Corona et Samos.

## Contexte
Le lancement du premier satellite artificiel Spoutnik 1 le 4 octobre 1957, constitua une première scientifique mais prouva également que les soviétiques disposaient désormais de missiles balistiques intercontinentaux capables de frapper le territoire américain. Les États-Unis décidèrent alors de construire le réseau BMEWS de radars terrestres qui devait détecter l'arrivée de missiles. Mais les capacités d'un tel système étaient limités par les caractéristiques du radar qui du fait de la rotondité de la Terre ne peut détecter le début de la trajectoire du missile lorsque celle-ci se situe sous l'horizon. Alors que le radar était capable de donner un préavis compris entre 10 et 25 minutes le système MIDAS devait pouvoir étendre cette fourchette à 20-33 minutes.

## Développement
Le programme MiDAS fut lancé fin 1957 à la suite d'une suggestion de Lockheed Martin qui avait été chargé à l'époque de construire les premiers satellites de reconnaissance Corona et Samos  . Le satellite utilisait un télescope sensible à l'infrarouge. Comme les données sur les départs de missile détectés devaient être disponibles immédiatement, elles étaient transmises par signal radio. Les éléments fournis par le satellite comprenaient les coordonnées et l'heure précise du départ de missile. Aucune photo n'était envoyée du fait de la faible capacité des liaisons radio.
À cette époque les États-Unis ne disposaient pas de lanceur capable d'atteindre l'orbite géostationnaire qui aurait été plus adaptée pour ce type de mission. Les satellites étaient donc placés sur une orbite polaire à 2 000 km d'altitude et survolaient brièvement le territoire soviétique. Il fallait 12 satellites pour assurer une couverture permanente
Le programme MIDAS a connu beaucoup de problèmes et son principal mérite est d'avoir permis de mettre au point ce type de satellite. La réflexion du soleil sur les nuages engendrait de fausses alertes. Le premier capteur infrarouge W-17 était incapable de détecter le panache du lancement de missile à travers l'atmosphère terrestre. Le problème fut réglé avec le capteur W-37 mais le programme fut alors marqué par un grand nombre de lancements infructueux qui ne permirent jamais de disposer en continu d'un système d'alerte avancée. La durée de vie des satellites se comptait en semaines car l'énergie était fournie, en l'absence de source nucléaire ou de panneau solaire, par des batteries qui s'épuisaient rapidement. Bien que le programme n'ait pas pu répondre aux attentes il a ouvert la voie aux satellites DSP dont le premier lancement fut réalisé en 1970 et qui sont encore aujourd'hui en opération

## Chronologie des lancements de satellites MiDAS
Tableau des lancements fournis par le site Astronautix.
| Nom           | Date de lancement | Masse (kg) | Site de lancement | Lanceur             | Inclinaison (deg) | NSSDC ID  | Commentaire |
| ------------- | ----------------- | ---------- | ----------------- | ------------------- | ----------------- | --------- | --- |
| Midas 1       | 26 février 1960   | 2 025      | Cap Canaveral     | LV-3A Atlas-Agena A | --------          | MIDAS1    | Échec à la séparation du second étage. |
| Midas 2       | 24 mai 1960       | 2 300      | Cap Canaveral     | LV-3A Atlas-Agena A | 33.00             | 1960-006A | Test du capteur W-17. |
| Discoverer 19 | 20 décembre 1960  | 1060       | Vandenberg        | Thor-Agena          | 83.40             | 1960-019A | Test du capteur infrarouge. Ne comporte pas d'appareil de prises de vue. |
| Discoverer 21 | 18 février 1961   | 1 110      | Vandenberg        | Thor-Agena B        | 80.60             | 1961-006A | Test du capteur infrarouge. Ne comporte pas d'appareil de prises de vue. |
| Midas 3       | 12 juillet 1961   | 1 600      | Point Arguello    | LV-3A Atlas-Agena B | 91.20             | 1961-018A | |
| Midas 4       | 21 oct 1961       | 1 800      | Point Arguello    | LV-3A Atlas-Agena B | 86.70             | 1961-028A | |
| Midas 5       | 9 avril 1962      | 1 860      | Point Arguello    | LV-3A Atlas-Agena B | 86.70             | 1962-010A | |
| Midas 6       | 17 décembre 1962  | 2 000      | Point Arguello    | LV-3A Atlas-Agena B | --------          | 1963-014A | Echec du lancement |
| Midas 7       | 9 mai 1963        | 2 000      | Point Arguello    | LV-3A Atlas-Agena B | 87.30             | 1963-030A | MIDAS 7 est le premier MIDAS opérationnel avec le capteur W-37. Durant sa période opérationnelle de 6 semaines le satellite a détecté 7 lancements de missiles américains. C'est la première fois qu'un lancement de missile est détecté depuis l'espace. |
| Midas 8       | 12 juin 1963      | 2 000      | Point Arguello    | LV-3A Atlas-Agena B | --------          | --------  | Échec du lancement. |
| Midas 9       | 19 juillet 1963   | 2 000      | Point Arguello    | LV-3A Atlas-Agena B | 88.40             | --------  | |
| Midas 10      | 9 juin 1966       | 2 000      | Vandenberg        | SLV-3 Atlas-Agena D | 90.00             | 1966-051A | |
| Midas 11      | 19 août 1966      | 2 000      | Vandenberg        | SLV-3 Atlas-Agena D | 89.70             | 1966-077A | Missile Defense Alarm System. |
| Midas 12      | 5 oct 1966        | 2 000      | Vandenberg        | SLV-3 Atlas-Agena D | 89.80             | 1966-089A | Missile Defense Alarm System. |

### Sources
- (en) Cet article est partiellement ou en totalité issu de l’article de Wikipédia en anglais intitulé « Missile Defense Alarm System » (voir la liste des auteurs).